# فيصل بن تركي الفيصل آل سعود
فيصل بن تركي بن فيصل بن عبد العزيز آل سعود (بالإنجليزية: Faisal bin Turki Al Faisal Al Saud)‏ (27 مارس 1975 -) شخصية أعمال سعودية وأحد أعضاء آل سعود، العائلة المالكة في المملكة العربية السعودية. يعد الابن الأكبر للأمير تركي الفيصل بن عبد العزيز آل سعود وشقيق الأمير الرياضي عبد العزيز بن تركي آل سعود. | الأبناء هم سعود بن فيصل آل سعود ، فهد بن فيصل آل سعود ، عبدالرحمن بن فيصل آل سعود
على غرار والده، درس الأمير فيصل بن تركي العلاقات الدولية في كلية إدموند والش للشؤون الخارجية بجامعة جورجتاون. ودرس أيضًا في كالفن كوليدج، الجامعة الأمريكية إنتركونتيننتال وكلية لندن للاقتصاد والعلوم السياسية، وحصل على ماجستير في تخطيط السياسات البيئية وتنظيمها.[بحاجة لمصدر]

## معهد الدراسات الاستراتيجية العالمية
في عام 2007، أسس فيصل معهد الدراسات الإستراتيجية العالمية (GSSI) وهو أول منظمة بيئية سعودية غير حكومية. يدعم المعهد المشروعات الضخمة الجديدة، ويشجع تطويرها على التركيز بشكل صديق للبيئة، من خلال سياسة البيئة وإرشادات التوجيه. بدأ المعهد في إنشاء مركز أبحاث سيكون في طليعة تنفيذ الطاقة المتجددة في الشرق الأوسط.
يتمثل أحد مشاريع المعهد الحالية في إنشاء أول مزرعة ومصنع للطاقة الشمسية في المملكة العربية السعودية على قطعة أرض مساحتها 5 أميال مربعة (13 كم 2) خارج الرياض. سيكون هذا المشروع ضعف حجم مدينة مصدر البيئية التي يتم بناؤها في أبو ظبي.
إن اهتمام فيصل بالبيئة كان مستمدًا من البحث الأكاديمي المكثّف والفهم الأعمق لأهمية المملكة العربية السعودية في مستقبل الطاقة المتجددة. عمل المعهد عن كثب مع بنك الطاقة الأول، وهو أول بنك في العالم مخصص للطاقة البديلة. في عام 2007، قام بنك الطاقة الأول برعاية يخت فيصل بن تركي الفيصل في مبادرة الاتحاد الدولي للحفاظ على الطبيعة للإبحار إلى برشلونة.
في نوفمبر 2008، تمت دعوة فيصل كضيف شرف لحضور القمة العالمية للبيئة في طوكيو باليابان حيث حضر كل من آل غور ومؤسسة نوبل نوبل كمتحدثين ضيفين.
في عام 2008، شكل المعهد أيضًا شراكة استراتيجية مع تلفزيون البيئة العالمية، وهي إذاعة بيئية رائدة وشراكة مع الدكتور توم كيلي الرئيس التنفيذي لمجموعة أصحاب المصالح، وهي شركة رائدة في العلاقات العامة مقرها المملكة المتحدة.
كان الملحق السياسي للسفارة السعودية في الولايات المتحدة الأمريكية خلال الفترة التي كان فيها بندر بن سلطان سفيرًا.

## المواقف البيئية
فيصل بن تركي هو مدير إدراك المشاريع بالتعاون مع اتحاد مدربي الغوص المحترفين واللجنة الوطنية السعودية للحياة البرية والمحافظة عليها. في عام 1999، أسس فيصل «بلو ريف دايفرز» التي تضم حاليًا ثلاث مدارس للغوص في جميع أنحاء المملكة وتدير سلسلة من مشاريع الحفاظ على السواحل. فيصل بن تركي هو أيضًا مؤسس مشارك لشركة مكتب إف وإف للمحاماة، وشركة إف وإف للعلاقات العامة، والتي شكلت منذ ذلك الحين شراكة مع مجموعة أصحاب المصلحة.